# 海 (姓)
海（かい）は、漢姓の一つ。中国・朝鮮などに存在する希少姓である。

## 中国の姓
海（かい）は、中国の姓の一つ。『百家姓』の472番目に掲げられているが、希少姓である。2020年の中華人民共和国の統計では人数順の上位100姓に入っておらず、台湾の2018年の統計では440番目に多い姓で、207人がいる。
伝説も含め、以下のような起源がある。
- 黄帝の庶子である禺陽の子孫が広東の南海に移り、海司の職に就いた。その末裔は「海」を姓とした。
- 春秋時代、衛の霊公の臣である海春の子孫は、「海」を姓とした。
- 回族には、ムスリム名、あるいはアラビア語人名のハイダル（海達爾）から一字を採り、「海」を姓とした人々がいる。

### 著名な人物
- 海瑞 - 明の官僚。
- 海霞 - 中国中央テレビのニュースキャスター。回族。

## 朝鮮の姓
海（かい、ヘ、朝: 해）は、朝鮮人の姓の一つである。

### 著名な人物
- ジェット（朝鮮語版） - 韓国のプロゲーマー。本名はヘ・ソンミン。
- ヘソン（朝鮮語版） - 韓国のプロゲーマー。本名はヘ・ソンホ。

### 氏族
| 氏族（地域） | 創始者 | 割合 (%) （2000年） |
| ------------ | ------ | ------------------- |
| 金海海氏     |        |                     |
| 寧海海氏     |        |                     |

2015年の調査では金海海氏が142人、残りの4人の本貫は不明である。

### 人口と割合
1930年国勢調査当時全南木浦に2世帯、霊岩に5世帯、羅州に1世帯、しめて8世帯があった。霊岩の5世帯は本貫が金海であった。木浦の海宗漢は彼の先祖が明国の太祖の時の中国から帰化して来たと言った。
| 年度   | 人口  | 世帯数 | 順位         | 割合 |
| ------ | ----- | ------ | ------------ | ---- |
| 1960年 | 93人  |        | 258姓中202位 |      |
| 1985年 | 270人 |        | 274姓中198位 |      |
| 2000年 | 322人 |        |              |      |
| 2015年 | 146人 |        |              |      |